# Тарек Лазізі
Тарек Лазізі (араб. طارق لعزيزي, нар. 8 червня 1971, Алжир) — алжирський футболіст, що грав на позиції захисника.
Виступав, зокрема, за клуб «МК Алжир», а також національну збірну Алжиру. У складі збірної — володар Кубка африканських націй.

## Клубна кар'єра
У дорослому футболі дебютував 1988 року виступами за команду «МК Алжир», в якій провів вісім з половиною сезонів.
1996 року Лазізі став гравцем туніського клубу «Стад Тунізьєн», і в першому ж сезоні був визнаний як Найкращий іноземний гравець Туніської ліги в сезоні 1996/97.
1998 року недовго виступав за турецький «Генчлербірлігі», після чого повернувся на батьківщину і виступав за «МК Алжир», вигравши а цей час чемпіонат і кубок ліги. 
У 2002 року грав за фінський клуб «Алліанссі».
Завершив професійну ігрову кар'єру у клубі «МБ Буїра», за який виступав протягом 2003—2005 років.

## Виступи за збірну
1990 року дебютував в офіційних матчах у складі національної збірної Алжиру. 
У складі збірної був учасником Кубка африканських націй 1990 року в Алжирі, здобувши того року титул континентального чемпіона,  та Кубка африканських націй 1996 року у ПАР.
Протягом кар'єри у національній команді, яка тривала 8 років, провів у формі головної команди країни 32 матчі, забивши 3 голи.

## Титули і досягнення
- Чемпіон Алжиру: 1998/99
- Володар Кубка алжирської ліги: 1998/99
- Володар Кубка африканських націй (1): 1990
- Володар Кубка афро-азіатських націй: 1991